# На кафе
„На кафе“ е магазинно телевизионно предаване с водещ Гала. Излъчва се по Нова телевизия.

## 2000 – 2005
Гала е поканена на кастинг за водеща от тогавашната ръководителка на телевизията Силва Зурлева. Предаването стартира на 9 октомври 2000 г. и се излъчва всеки делничен ден от 9:30 до 12 часа. „На кафе“ е сред малкото предавания тогава, които са на живо с продължителност три часа.
През 2004 г. шоуто започва да излъчва и по-кратки емисии в неделя, които съдържат основно подбрани моменти от предишни предавания.
Кулинарната рубрика на предаването се води от Варвара Кирилова.
В края на юли 2005 г. „На кафе“ е свалено от ефир. Няколко месеца по-късно започва издаването на списание със същото име, което включва основните рубрики от самото предаване.

## От 2009 г.
На 16 февруари 2009 г., след почти четиригодишно прекъсване, „На кафе“ отново се завръща на екран. Форматът на предаването е като цяло запазен, студиото е ново. Излъчва се отново на живо всеки делничен ден от 9:30 до 12:00 часа.
На 16 март Гала влиза в Къщата като участник в благотворителния трети сезон на риалити шоуто VIP Brother. Гала е изгонена от Къщата 32 дни по-късно. По време на престоя си в шоуто, „На кафе“ продължава да се излъчва. Всяка сутрин водещата напуска Къщата и пътува до студиото в София.
През септември стартира поредният сезон на „На кафе“, който се излъчва от 11 до 13 часа. От 16 ноември 2009 г. „На кафе“ започва да се излъчва всеки делничен ден отново от 9:30 часа. След последните промени в програмната схема на НТВ, считано от 15 февруари 2010 година, „На кафе“ вече е с нов час на излъчване – 9:15 часа в делничните утрини.
До края на пролетния сезон на 2011 г. един от редовните участници в предаването е психологът Еленко Ангелов. Там той води рубриката „Теория и факти на конспирацията“, както и „Вашето извънредно паранормално преживяване“ („ВИП преживяване“ – стартирало през май 2011), в която гости разказват за „мистериозни паранормални преживявания“. Водещи на рубрики в шоуто са Никол Станкулова (до 2010 г.), Вихра Василева (до 2012 г.), Деляна Маринова (Джуджи) (до 2015 г.), Зейнеб Маджурова (до 2019 г.) и доктор Мария Папазова (до 2018 г.).
На финала на конкурса „Кухнята на Гала“ с жури – Ути Бъчваров и Андре Токев, през април 2009 г., зрителите избират между 10 готвачи кулинарната рубрика на шоуто да се води от Елица Котева и Иван Васев. Малко по-късно Васев се разделя с предаването, а през 2017 г. и Елица е освободена от шоуто.
На тяхно място през следващите сезони готвят участниците в Hell's kitchen - Светлана Илиева, Дани Спартак (до 2019 г.), Никола Симеонов, Атанас Балкански и Станислав Иванов.
От 2015 предаването има ново студио, проектирано от съпругата на продуцента Маги Халваджиян Кремена.
Между 2015 и 2017 г., по време на излъчването на сезоните на Big Brother, в предаването има ежедневна рубрика с постоянни коментатори: Маги Желязкова и Антон Стефанов.
От 2017 до 2018 ко-водещ на предаването е мъжът до Гала Стефан Николов (който след участието си в Биг Брадър през 2018 напуска шоуто).
От септември 2018 предаването е с чисто нова концепция, и ново мото „Животът е хубав“. Студиото е обновено и е решено в пролетни цветове: на стените са показани ярко зелени дръвчета, кухнята е решена в игриви цветове, а гостите на настанени на диван между нея и нововъведената червена маса на водещите. Към Гала са прибавени по американски модел, така наречените, „панелисти“ – Кристина Патрашкова, Юлиян Константинов, Ева Веселинова, Илиян Любомиров, Андреа Банда Банда, – с които ежедневно коментира различни теми. Дъщерята на Димитър Цонев – Деси, както и моделката Маги Желязкова стават звездни репортери.
От септември 2019 предаването е с нова шапка, нова въвеждаща част и ново студио. Добавен е като декор фототапет с пейзаж от язовир Искър, подменена е кухнята и към нея са добавени бар столове. Масата на панелистите вече е по-голяма и в цвят бяло. Концепцията за многоцветност се поддържа и от интересна фигура на кон. Гостите вече се настаняват не само на диван, но и в по-усамотено пространство зад масата на панела. Патрашкова, Константинов, Веселинова и Любомиров остават панелисти в предаването. Андреа вече не е част от тяхната група и седи на отделна маса. Новата ѝ роля е на „ТВ омбудсман“, който да споделя мненията на зрителите от Фейсбук страницата и Инстаграм акуанта на предаването. Зрителите вече са представени като „петия панелист“. Желязкова напуска ролята си на звезден репортер, Цонева остава. От ноември 2019 г. до февруари 2020 г. в предаването участват седмични гост-панелисти, сред които: Владислав Карамфилов Въргала, Милица Гладнишка, Петко Венелинов Петков от Hell's kitchen, Рафи Бохосян.
По време на кризата с COVID-19 (от март до май 2020 г.) панелистите са разделени – на основната маса остават Гала, Кристина и Юлиян, а Ева и Илиян са на отделни – с цел спазване на социална дистанция. Присъственият екип на предаването е намален. Повечето гости се включват чрез видео връзка, а идващите в студиото стоят далеч от водещата. „На кафе“ също така осъществява Skype интервюта с българи от цял свят (Великобритания, Ню Йорк, Китай и др.), които споделят как се справят с изолацията и правителствените мерки. Поради намалелия брой реклами, продуцентите на предаването съкращават Кремена Халваджиян, която облича Гала от самото начало на предаването през 2000 година.
От септември 2020 г. има промяна в панелистите на предаването. Изпълнителният директор на Нова, Ива Стоянова, съобщава в интервю, че Патрашкова и Константинов остават, а към тях ще се присъедини писателят и участник в проекта „Пощенска кутия за приказки“ Георги Блажев, синоптичките Гергана Малкоданска и Никол Станкулова (които ще се редуват през седмица) и актьорът Дарин Ангелов (който ще се включва чрез видеовръзка, когато е на репетиция в театъра). Веселинова и Любомиров вече не са част от „На кафе“. Андреа Банда Банда продължава да е част от предаването, а Деси Цонева напуска предаването
На 24 октомври 2020 г. Гери Малкоданска оповестява, че е с положителен тест за коронавирус. На 27 октомври Гала обявява, че също е заразена с COVID-19, както и че предаването временно ще излъчва единствено архивни кадри. Ден по-късно обаче „На кафе“ се завръща. Гала и панелистите водят чрез онлайн връзка от домовете си. Гала разяснява, че докато са под карантина предаването ще върви в този формат – всеки делничен ден, от 9:30 до 12.
От септември 2021 г. Ромина Андонова се присъединява към панелистите Патрашкова, Константинов, Ангелов и Блажев. Тя заема мястото на Станкулова и Малкоданска. Андреа Банда Банда продължава да участва в шоуто, но през октомври излиза в творчески отпуск, но по-късно се завръща в предаването с петъчна рубрика. Илиян Любомиров се завръща в предаването след един сезон отсъствие с нова рубрика, „Хвърчащите хора“, която води заедно с Албена Танева. Милица Гладнишка и Китодар Тодоров също се включват в екипа. Сетът не е променен.
През сезон 2022/2023 г. панелистите – Патрашкова, Константинов, Ангелов, Блажев и Андонова – остават същите. Илиян Любомиров и Албена Танева продължават рубриката си от предходния сезон „Хвърчащите хора“. Андреа Банда Банда окончателно напуска предаването. Милица Гладнишка и Китодар Тодоров остават част от предаването с „Веселите дебати“. Актрисата Здрава Каменова се присъединява към екипа на предаването с петъчна рубрика, посветена на хумористични истории. Сетът остава непроменен с изключение на фототапета, който вече не е с пейзаж на язовир Искър, а на полет с балони. От 20 до 24 март 2023г. поради местенето на сета в новата сграда на Нова телевизия предаването се излъчва от студиото на Семейни войни. Седмица по-късно, от 27 март предаването започва да се излъчва от новата сграда, като сетът остава непроменен.
На 4 септември 2023 г. предаването се завръща за пореден сезон с ново студио. Панелистите остават непроменени.
От 3 декември 2023 г. Ромина Андонова става водеща на предаването Съдебен спор и напуска панела. В следващите месеци на нейно място сядат гости и хора от екипа.
На 9 септември 2024 г. предаването се завръща с нов сезон. Към панела се присъединява инфлуенсърката Лора Капустина.